# استارس
استارس (به انگلیسی: Stars) یک ویروس رایانه‌ای است که در آوریل ۲۰۱۱ در ایران شناسایی شد. این ویروس که از خانوادهٔ استاکس‌نت دانسته می‌شود، خود را در میان پرونده‌های پی‌دی‌اف مخفی می‌کند. به گفته رئیس سازمان پدافند غیر عامل ایران، استارس ممکن است با فایلهای اجرایی سازمان‌های دولتی ایران اشتباه گرفته شود.
با بررسی‌های انجام شده توسط تیم وب آموز معلوم شد که اصلاً چنین ویروسی وجود ندارد و کل این قضیه بخشی از کلاهبرداری‌های مسعود مولوی از مقامات جمهوری اسلامی ایران بوده‌است.